# Iberg (Harz)

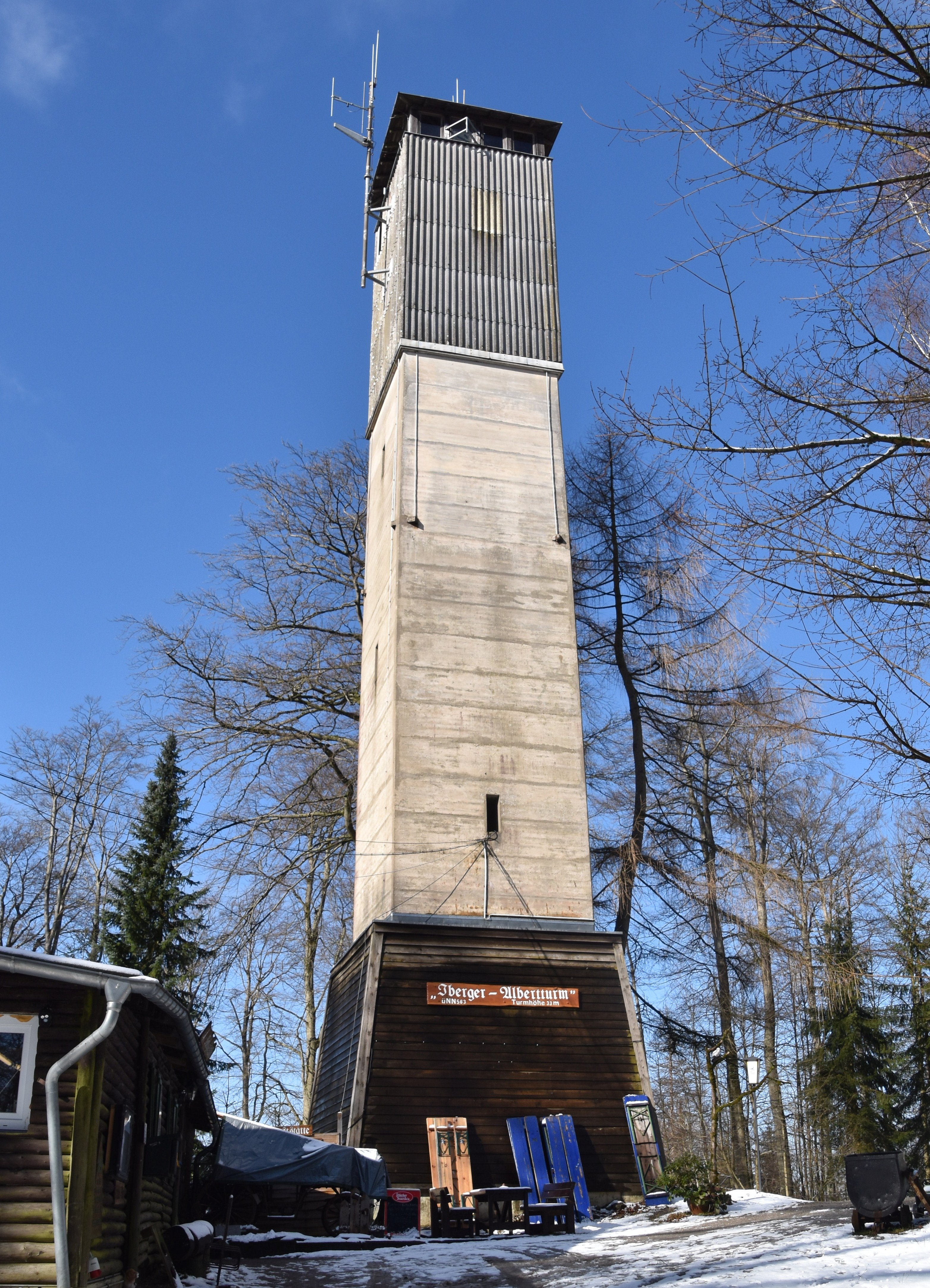
Aussichtsturm Iberger Albertturm

Der Iberg ist ein 562,6 m ü. NHN hoher Berg im Westteil des Harzes. Er liegt bei der Bergstadt Bad Grund im niedersächsischen Landkreis Göttingen. Im Berg gibt es mehrere Höhlen, wie die Iberger Tropfsteinhöhle (Schauhöhle). Auf ihm steht der Iberger Albertturm mit Gaststätte.

## Geographie

### Lage
Der Iberg liegt innerhalb des Oberharzes im Westteil des Naturparks Harz. Er befindet sich direkt nordnordöstlich dem Kernort von Bad Grund, nördlich oberhalb der Harzhochstraße (B 242). In Richtung Nordnordosten leitet vom Iberggipfel ein Bergkamm zum Hasenberg (572 m) über. Auf der Südostflanke des Bergs liegt der Eingang (ca. 420 m) zur Iberger Tropfsteinhöhle. Etwa 1,1 km westsüdwestlich des Berggipfels erhebt sich der Hübichenstein (448,5 m). Westlich des Iberges entspringt nahe dem Hübichenstein der Söse-Zufluss Markau und auf dem Übergangsbereich zum südöstlich gelegenen Spitzigen Berg (581,2 m) der Markau-Zufluss Schlungwasser.

### Naturräumliche Zuordnung
Über den Iberg verläuft die Grenze der in der naturräumlichen Haupteinheitengruppe Harz (Nr. 38) und in der Haupteinheit Oberharz (380) liegenden Untereinheiten Westlicher Harzrand (380.0) im Westen und Innerstetal (380.1) im Osten.

## Geologie
Der Iberg ist ein aus dem Givetium und Frasnium (Devon) stammendes Korallenriff, das als Atoll mitten im Ozean, vermutlich auf einem Vulkansockel, entstand. Das Riff wurde im Wesentlichen von Korallen und Stromatoporen gebaut. Später, an der Grenze vom Frasnium zum Famennium, starben diese riffbauenden Organismen aus und das Riffwachstum unterblieb. Während des Famennium und während des Unterkarbons entstanden Spalten, die mit Crinoiden-, Brachiopoden- und Goniatiten-Kalken gefüllt wurden. Der Berg ist vollständig aus Kalkstein aufgebaut, so dass durch die Verkarstung zahlreiche Höhlen (darunter die Iberger Tropfsteinhöhle) entstanden.
Auf der Nordwestseite des Iberges befindet sich im Übergangsbereich zum Winterberg und Heinrichsberg (473,6 m) der Tagebau Winterberg mit dem Werk Münchehof der Fels-Werke GmbH.

## Schutzgebiete
Auf dem Iberg liegen Teile des Landschaftsschutzgebiets Harz (Landkreis Göttingen) (CDDA-Nr. 321403; 2000 ausgewiesen; 300,112 km² groß). Auf dem Berg befindet sich auch das Fauna-Flora-Habitat-Gebiet Iberg (FFH-Nr. 4127-332; 70,29 ha).

## Aussichtsturm, Gaststätte und Wandern
Auf dem Südwestsporn des Ibergs stehen der Iberger Albertturm (ca. 555 m) und eine Ausflugsgaststätte. Der Turm ist in das System der Stempelstellen der Harzer Wandernadel einbezogen. Vorbei führt der Harzer Baudensteig. Das im unteren Bereich des südwestlichen Berghangs gelegene Ausflugslokal Iberger Kaffeehaus, auch als „Balkon Bad Grunds“ bezeichnet, wurde am 28. Februar 2000 Opfer von Brandstiftung und verfällt seitdem zusehends.